# Moritz Schlick
Moritz Schlick (Berlin, 1882. április 14. – Bécs, 1936. június 22.) filozófus, az ún. Bécsi kör egyik alapítója. Fő eredményeit a tudományfilozófia, episztemológia területén érte el.

## Élete és munkássága
Moritz Schlick Berlinben született, tehetős családban. Miután Heidelbergben és Lausanne-ban tanult, visszatért Berlinbe, hogy befejezze doktorátusát fizikából Max Planck témavezetésével; a disszertációját az inhomogén közegben való fénytörésről írta 1904-ben. A következő három évet a természettudományok tanulmányozásával töltötte Göttingenben, Heidelbergben és Berlinben. 1907-ben feleségül vette az amerikai Blanche Guy Hardyt. 1907 őszétől két tanulmányi féléven át pszichológiát tanult Zürichben. Schlick 1911-ben habilitált filozófiából Az igazság lényege a modern logika szerint (Das Wesen der Wahrheit nach der modernen Logik) című írásával a Rostocki Egyetemen. 1917-ben professzori címet kapott Rostockban. 1921-ben Schlick felkérést kapott a Kieli Egyetem professzori posztjára. 1922-ben elfogadta a Bécsi Egyetem professzori állását, azon a tanszéken, amelyet Ernst Mach és Ludwig Boltzmann vezetett valamikor. Az ő hagyományaikat követve a metafizikán alapuló filozófiát kétségesnek találta. A bécsi kört Rudolf Carnap, Hans Hahn és Otto Neurath társaságában alapította hasonló gondolkodású filozófusok és tudósok számára, a filozófia jövőbeli irányainak megbeszélésére, amely a metafizikától eltávolodva, az empirizmus felé fordul. A kör gondolkodását érdekes módon közvetlenül erősebben befolyásolta Ludwig Wittgenstein és Bertrand Russell filozófiája, mint a klasszikus pozitivistáké. Schlick írásaiban tudományfilozófiáról, etikáról, az élet és kultúra filozófiájáról írt legtöbbet. Társaival a tudomány módszerét logikai és empirikus alapokra kívánta helyezni.
A bécsi kör hírneve 1929-ben nagy lehetőséget adott neki: a Stanford Egyetemre hívták vendégprofesszornak, ezzel részt vehetett a pozitivizmus terjesztésében, és hozzájárulhatott, hogy az irányzat az Egyesült Államokban is nagyobb befolyásra tegyen szert. Schlick azonban visszatért Bécsbe, ami tragikusnak bizonyult, ugyanis egy (egyes források szerint elmebeteg), később náciszimpatizánssá lett diákja lelőtte az egyetem lépcsőjén, valószínűleg Schlick nézeteivel való egyet nem értése miatt.
Schlick a bécsi kör ún. jobboldali szárnyához tartozott, azaz nézetei kissé jobboldalibbak voltak, bár a politizálás nem volt nagyon jellemző a körre, így a jelző filozófiai nézeteire is érthető, mintegy idézőjelben (konzervatívabb, kötöttebb nézeteket vallott a tudományfilozófiában is).
1936. június 22-én Schlicket egykori tanítványa, Hans Nelböck agyonlőtte a Bécsi Egyetem épületében, az úgynevezett Philosophenstiege-en.

## Filozófiája
Schlick szerint a megismerés elméletének megalapozására irányuló kísérletek, az emberi tudás bizonyosságából fakadnak. Már az ókor filozófusai is ezt az alapot keresték, sőt minden filozófiai irányzatban fellelhető, bár néhányan ezt nem ismerik el (a relativisták és a szkeptikusok).
A tudósok feltételeztek egy olyan alapot amelyre minden más tudás felépíthető lehetne. Ez az alap a protokolltételek voltak. Schlick szerint azonban a protokolltételekkel az a probléma, hogy igazságuk addig áll fenn, amíg utólag valaki meg nem állapítja, hogy valamilyen tévedés által jönnek létre. Sőt – írja Schlick – saját tételeinket sem állíthatjuk teljesen bizonyosan, hisz nem tudhatjuk, hogy éppen akkor elménk nem volt-e megháborodva. Schlick szerint a protokolltételek bevezetése csak azért jött létre, hogy egyes állításokat kitüntessék figyelemmel.
Egy másik elmélet a biztos tudás eléréséhez a Koherenciaelmélet volt. Ezen elmélet azt mondja ki, hogy minden állításunknak az összes többihez kell igazodnia és nem egy protokolltételhez. Az igazság csak az állítások egymással való megegyezésben állhat.
Schlick szerint azonban a Koherenciaelmélet is elhibázott. A tévedés abban áll, hogy egy tan felállításakor, a tudományban előforduló állításokra gondoltak és csak ezeket hozták példára. A megfigyelési tényekből vették az eredetüket. Aki a korrespondenciát tartja az igazság kritériumának, az a tetszőleges méréseket éppoly igaznak fogja tekinteni, mint a történelmi tudósítást.
Schlick a megoldást olyan tételek felállításában látja, amelyek nem protokolltételek, hanem fundamentális tételek. Kiemelt státuszt kapnak azok a kijelentések, amelyeket "Én" hoztam létre, ezek közül is az élen az élmények, észlelések állnak, a múltbéliek hátrébb álltak (mert az emlékezet csalódásokat is okozhat). Ezen elmélet eltúlozása azonban szolipszizmushoz vezethet. Jó példa erre – Schlick szerint – Descartes "cogito ergo sum"–ja.
A helyes út, Schlick szerint, követni kell a descartesi út egyes szakaszait, de csak addig, amíg a "cogito ergo sum"-féle értelmetlenségek össze nem zavarhatnak.
A tudomány az állítások rendszere, melynek a lényeges funkciója a jóslás, "próféciákat" tesz amelyet a tapasztalattal ellenőrizhetünk.

## Művei
Magyarul nem jelentek meg könyvei, csak válogatott írásai különböző gyűjteményekben:
- Kortárs tanulmányok a logikaelmélet kérdéseiről. Bp., Gondolat, 1985
- A Bécsi Kör filozófiája. Bp., Gondolat, 1972
- Tudományfilozófia, szöveggyűjtemény, szerkesztette Forrai Gábor és Szegedi Péter, Áron kiadó, Budapest, 1999
- Tudományfilozófia, szöveggyűjtemény, szerkesztette Laki János, Osiris kiadó, Budapest, 1998

Angolul / németül:
- A tudás általános elmélete (General Theory of Knowledge) (1918); ez egy korai műve, amely nem egészen pozitivista, leginkább Kant meghaladására épülő egyéni mű
- Az etika kérdései (Problems of Ethics, 1925)

## Lásd még
- logikai pozitivizmus